# Nuper rosarum flores

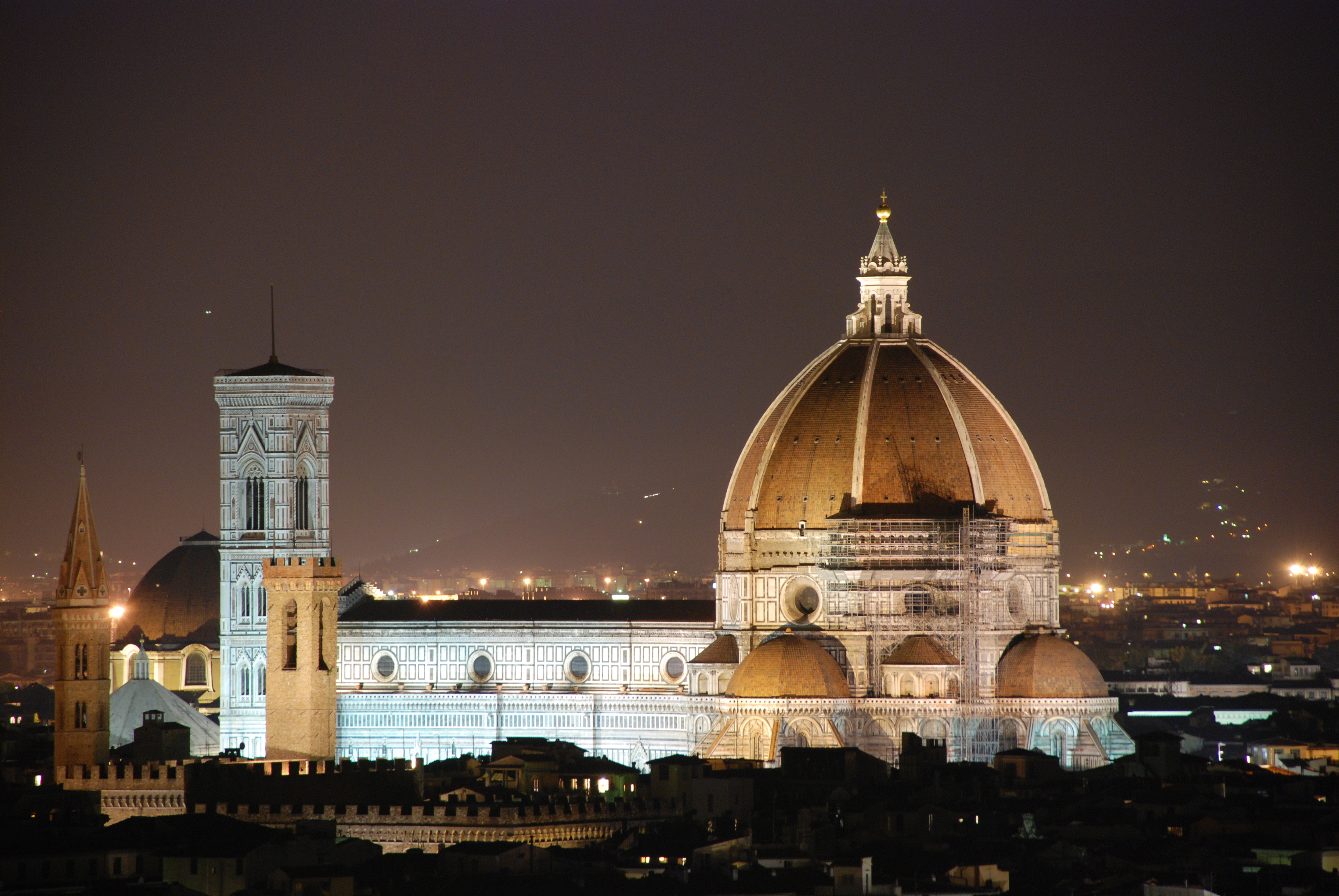
Catedral de Florencia.

Nuper rosarum flores es un motete isorrítmico compuesto por Guillaume Dufay y estrenado el 25 de marzo de 1436. La obra fue compuesta con motivo de la consagración de la catedral de Florencia, cuando se terminó la cúpula diseñada por Filippo Brunelleschi. La ceremonia fue oficiada por el papa Eugenio IV. 
El motete es notable por su síntesis del antiguo estilo isorrítmico y el nuevo estilo contrapuntístico que sería desarrollado en las décadas siguientes por el propio Dufay, así como por sus sucesores (Ockeghem y Josquin Desprez). El título de la pieza proviene del nombre de la catedral, "Santa María del Fiore" o Santa María de la Flor. 

## Características

### Aspectos melódicos y rítmicos
El método de construcción isorrítmica que se emplea en Nuper rosarum flores es el siguiente: el motete utiliza un cantus firmus (el Introito gregoriano que se cantó al comienzo de la ceremonia Terribilis est locus iste). 
Dufay coloca el cantus firmus en los dos tenores en forma de canon libre (el tenor II está una quinta por encima del tenor I). Ambos tenores son isorrítmicos y cada uno presenta la melodía (color) cuatro veces, según esquemas rítmicos (o taleas) diferentes.
El motete tiene una estructura isorrítmica en disminución. La voz de tenor, que define el plan estructural global de la pieza, se basa en un cantus firmus gregoriano, una melodía tomada del introito para la consagración de las iglesias, Terribilis est locus iste ("Terrible es este lugar", Génesis 28, 17). Sus catorce notas conforman un color con una sola talea, total de una longitud de 28 longae, de las cuales las 14 primeras son silencios. Este tenor se repite cuatro veces de acuerdo a un esquema de disminución, en el que cada longa es primero medida como 6/2, luego como 4/2, luego como 4/4 y, finalmente, 6/4, resultando en total unas proporciones de longitud de 6:4:2:3. Dado que tanto el tenor y el contratenor comienzan cada parte con 14 silencios, toda la pieza tiene una estructura de ocho partes con una marcada alternancia de texturas: una sección cantada solo por las dos voces superiores (bicinium) siempre es seguida por una sección cantada por todas las voces. 

Plan estructural del motete y su tenor. Mediante la repetición cuatro veces del contenido a diferentes velocidades, el motete tiene una estructura de 4x2 partes, con proporciones de longitud de 6:4:2:3.
— Inicio: Cantus firmus gregoriano;
— Medio: Tenor en la notación original, con cuatro símbolos de medida que definen el régimen de disminución;
— Final: esquema estructural completo.

### Textura
Nos encontramos ante una obra con textura polifónica y en la que existen cuatro voces: triplum, motetus y dos tenores. Las voces son acompañadas por instrumentos que doblan su línea melódica o les proporcionan puntos de apoyo. Las voces comienzan a tener un ámbito propio y, auditivamente, se percibe claramente, que las voces superiores cantan en una tesitura diferente de los tenores. 
El ámbito de las voces es el siguiente:
- Triplum: La4 - Mi5
- Motetus: Re4 - Sol5
- Tenor II: Sol3 - Sol4
- Tenor: Re3 - Do4

### Modalidad y notación
La composición original está escrita en notación mensural blanca y se trata de una composición modal.

## Texto
| Texto original en latín | Traducción |
| --- | --- |
| 1. Nuper rosarum flores Ex dono pontificis Hieme licet horrida Tibi, virgo cœlica, Pie et sancte deditum Grandis templum machinæ Condecorarunt perpetim. 2. Hodie vicarius Jesu Christi et Petri Successor Eugenius Hoc idem amplissimum Sacris templum manibus Sanctisque liquoribus Consecrare dignatus est. 3. Igitur, alma parens Nati tui et filia, Virgo decus virginum Tuus te, Florentiæ Devotus orat populus, Ut qui mente et corpore Mundo quicquam exorarit, 4. Oratione tua, Cruciatus et meritis Tui secundum carnem Nati Domini sui Grata beneficia Veniamque reatum Accipere mereatur. Amen | 1. Pasado el áspero invierno, las rosas, regalo papal reciente, adornan perpetuamente el Templo de la estructura más grandiosa dedicada pía y devotamente a ti, Virgen celestial. 2. Hoy el vicario de Jesucristo y sucesor de Pedro, Eugenio, en este mismo inmenso Templo con manos sagradas y santos óleos, se ha dignado a consagrar. 3. Así pues, dulce madre e hija de tu Hijo Dios Virgen de vírgenes a ti pide tu devoto pueblo de Florencia que quienquiera que ruega por algo con espíritu y cuerpo puros, 4. Por intercesión tuya y por los méritos de tu Hijo, su Señor, debido a su tormento carnal, seas digno de recibir gratos bienes Y el perdón de los pecados. Amén. |

## Controversia
Se ha interpretado el tratamiento canónico de los dos tenores (con el tenor II una quinta por encima del tenor I) como un reflejo de la doble cúpula empleada en la Catedral de Florencia o como alusión a la relación entre Santa María del Fiore y la Iglesia madre de todas las fundaciones marianas, Santa Maria Maggiore de Roma.
El musicólogo Charles Warren, afirmó en su artículo «Brunelleschi's Dome and Dufay's Motet» (La cúpula de Brunelleschi y el motete de Dufay) que la estructura proporcional del motete imitaba las proporciones de la mencionada catedral. Un convincente argumento en contra fue presentado por Craig Wright, sin embargo, en «Dufay's "Nuper rosarum flores", King Solomon's Temple, and the Veneration of the Virgin» ("Nuper rosarum flores" de Dufay, el templo del Rey Salomón y la veneración de la Virgen). No obstante hay un artículo posterior que pretende restablecer la teoría de Warren.